# Neoteuthidae
Neoteuthidae — семейство океанических кальмаров, включающее четыре монотипических рода. Считается, это семейство связано наиболее близким родством со знаменитыми гигантскими кальмарами.

## Внешний вид и строение
Семейство включает виды от мелких до средних размеров, с длиной мантии до 270 см. Форма мантии варьирует от средней до удлиненной, до очень узкой и конической, и она имеет относительно слабую мускулатуру. Плавники развиваются латерально и имеют хорошо видимые задние лопасти, но без передних лопастей, необычная особенность для кальмаров.
Голова относительно большая и широкая, превышающая ширину мантии. Руки имеют два ряда присосок и, у некоторых взрослых особей, могут развивать небольшие крючки. Ловчие руки своеобразны: булавы (концы щупалец) оснащены дорсальными килями, терминальными подушечками и блокирующей системой щупалец вместе. Булавы разделены на две части: первая, называемая проксимальной и содержит многочисленные мелкие и плотные присоски, расположенные более чем в десяти поперечных рядах. Дистальная часть вместо имеет крупные присоски, организованные в четыре поперечных ряда, в то время как дактилюс (конечная часть щупальца) имеет более мелкие присоски, расположенные в четыре ряда, постепенно уменьшающиеся к кончику. Эта блокирующая система щупалец простирается вдоль проксимальной ручки и, почти во всех родах, вдоль щупальцевого стебля, за исключением рода Neoteuthis.
Ротовые части прикреплены к дорсальным краям четвертой пары рук, а воронкообразный запирающий аппарат состоит из простой прямой канавки. Плавники различаются по размеру среди родов и составляют от 35 до 70 % длины мантии. В отличие от других океанических кальмаров, плавники не прикреплены вдоль средней линии мантии, а расположены на дорсолатеральной поверхности, особенно в передней части.
У многих видов этого семейства аборальная поверхность рук, а также голова и мантия покрыты толстой белой тканью. Отличительной чертой является отсутствие фотофоров (светящихся органов), что делает это семейство уникальным среди других биолюминесцентных кальмаров.

## Распространение и среда обитания
Эти кальмары распространены в Атлантическом и Тихом океанах, как на севере, так и на юге, а также в водах Антарктики. Они встречаются от субтропических вод до вод Антарктиды.

## Биология
Для большинства видов было собрано относительно немного образцов. В целом, параличинки, как правило, вылавливаются на первых нескольких сотнях метров глубины, в то время как полувзрослые и взрослые особи чаще встречаются в мезопелагической и верхней батипелагической зонах, на глубине от 1000 до 2000 метров. Alluroteuthis antarcticus, по-видимому, особенно многочислен: его молодь является источником пищи для альбатросов, императорских и королевских пингвинов, в то время как на взрослых особей охотятся морские леопарды, кашалоты и клюворыловые. Все виды, по-видимому, обладают механизмом плавучести; у A. antarcticus он, как известно, имеет аммиачную природу.

## Виды
По данным World Register of Marine Species, на май 2025 года семейство включает 4 монотипических рода:
- Alluroteuthis Odhner, 1923
  - Alluroteuthis antarcticus Odhner, 1923
- Narrowteuthis Young & Vecchione, 2005
  - Narrowteuthis nesisi Young & Vecchione, 2005
- Neoteuthis Naef, 1921
  - Neoteuthis thielei Naef, 1921
- Nototeuthis Nesis & Nikitina, 1986
  - Nototeuthis dimegacotyle Nesis & Nikitina, 1986